# Crisogó (cantant)
Crisogó (en llatí Chrysogonus, en grec antic Χρυσόγονος) va ser un famós cantant i flautista que vestia una túnica sagrada (πυθικὴ στογή) i que va viure en temps d'Alcibíades. Va marcar amb la seva flauta el ritme dels remers quan es va rebre Alcibíades al Pireu el 407 aC després del seu desterrament.
Segons Ateneu de Naucratis, un germà seu era poeta dramàtic i ell mateix va escriure un drama titulat Πολιτεία, que alguns van atribuir a Epicarm.